# Dungeons & Dragons - Che il gioco abbia inizio
Dungeons & Dragons - Che il gioco abbia inizio (Dungeons & Dragons) è un film del 2000 diretto da Courtney Solomon, ispirato all'omonimo gioco di ruolo fantasy. Il film è stato distribuito nel circuito statunitense l'8 dicembre 2000, in quello italiano il 12 aprile 2002.
Il film, liberamente basato sulle convenzioni del gioco, fu prodotto e girato dal regista esordiente Courtney Solomon e venne distribuito nel 2000 dopo drastici tagli al budget previsto che impedirono d'impiegare parte del girato e ridussero al minimo indispensabile la post-produzione.

## Trama
Il film non si svolge in nessuna delle ambientazioni ufficiali di Dungeons & Dragons, nonostante il titolo, ma nell'impero di Izmer, dove vige una rigida divisione in classi tra la popolazione: i maghi sono la classe aristocratica dominante, i cittadini comuni sono poco più che schiavi (situazione simile a quella presente nelle nazioni di Glantri e Alfazia dell'ambientazione di Mystara, uno dei mondi di gioco delle prime edizioni, anche se non vi sono riferimenti espliciti a questa nel film).
La giovane imperatrice Savina, a capo del consiglio di maghi che costituisce il governo, vorrebbe porre fine a questa disuguaglianza sociale. Le si oppone il mago Profion, anch'egli membro del consiglio, il quale sta tramando per prendere il potere facendosi aiutare dal fedele Damodar, capo della Brigata Rossa. Profion riesce a mettere il consiglio contro l'imperatrice sostenendo che ella voglia in realtà creare una tirannia, fino a sfidarla apertamente imponendole di consegnare al consiglio, entro tre giorni, lo scettro che comanda i Draghi d'Oro. Profion sta in realtà svolgendo segretamente ricerche per trovare lo "scettro di Savril", con il quale potrebbe comandare i Draghi Rossi ricavandone un potere tale da combattere Savina.
L'imperatrice si rivolge ad un fedele mago, che sta cercando di tradurre una pergamena che indica dove è nascosto lo scettro di Savril. Venutolo a sapere Profion incarica Damodar d'impossessarsi della pergamena. L'impresa fallisce ma il mago viene ucciso e la pergamena finisce in mano alla giovane aristocratica ed inesperta maga Marina di Pretensa che è costretta a fuggire, aiutata da due ladri di nome Ridley e Snails che casualmente si erano infltrati nella Biblioteca della Magia. A Marina non resta altra scelta che trovare lo scettro prima di Profion, convincendo Ridley e Snails ad aiutarla. Per l'impresa il gruppo recluta anche un nano guerriero di nome Elwood Gutworthy.
A loro si unirà, dopo una iniziale diffidenza, un'elfa ranger di nome Norda che l'imperatrice ha incaricato di ritrovare la pergamena. Damodar si mette sulle loro tracce per conto di Profion.
Dopo alcune peripezie, durante le quali perde la vita Snails, i cinque riescono a rintracciare il sotterraneo di Savril e solo Ridley vi può accedere e Savril stesso, rivela di essere il padre di Ridley che ha abbandonato quando era più piccolo per rendere la sua famiglia ricca ma era morto e ormai ridotto a uno scheletro per il trascorrere del tempo, affida al figlio lo scettro ma lo avverte di non abusare del potere dello scettro in quanto finirebbe come lui se lo usasse per fini malvagi. Ma una volta uscito trova Damodar che lo attendeva si impadronisce dello scettro per poi consegnarlo al suo padrone.
Le trame messe in moto da Profion sembrano avere successo, davanti al consiglio riesce a porre Savina in minoranza e imporle di cedere il potere. Ella tuttavia si rifiuta e chiama in aiuto i Draghi Bianchi. Anche Marina, Ridley, Elwood e Norda si uniscono alla battaglia ed è soprattutto grazie al loro aiuto che alla fine Profion viene sconfitto.

## Produzione
Esiste un libro in inglese, intitolato The Making of Dungeons & Dragons The Movie che tratta della storia di produzione del film. L'alto consiglio dei maghi è stato allestito sui loggioni dell'Opera di Praga. Il film è stato girato in Repubblica Ceca, a Praga e a Kutná Hora. Negli Stati Uniti è stato distribuito dalla New Line Cinema come PG-13 (vietato ai minori di 13 anni non accompagnati dai genitori).
Il regista e lo sceneggiatore hanno affermato che, dopo i tagli di budget, diverse sequenze (in parte già girate) sono state omesse dalla sceneggiatura. Esiste un finale alternativo in cui l'imperatrice spezza lo scettro dei draghi e proclama eroi i protagonisti: il regista lo ritenne talmente inappropriato che non volle inserirlo neanche nei contenuti extra del DVD. La direzione del doppiaggio dell'edizione italiana è stata curata da Massimo Giuliani per la Time Out Cin.Ca.
Il sottotiltolo originale del film è This is no game! (Questo non è un gioco!).
Negli anni novanta, in Italia, per ragioni commerciali l'edizione VHS del film I Cavalieri Delta (Quest of the Delta Knights, 1993) fu intitolata Dungeons & Dragons (con la frase «I cavalieri sono tornati» come slogan), con una scritta simile a quella presente sui manuali del gioco omonimo, ma ovviamente il film non ha nulla a che vedere con Dungeons & Dragons - Che il gioco abbia inizio.

## Accoglienza

### Critica
Nonostante la presenza di attori di richiamo (Jeremy Irons e Thora Birch, anche se le parti di film in cui compare quest'ultima sono molto poche), in madrepatria il film si rivelò un fiasco al botteghino, a causa di una trama ritenuta genericamente poco originale, una sceneggiatura debole (resa ancor più traballante dai tagli in fase di montaggio dovuti a problemi economici della produzione) e, secondo molti critici cinematografici, di una generale cattiva recitazione, ha ricevuto un voto medio di critica di solo 11% su Rotten Tomatoes e un punteggio di 3,6 sull'Internet Movie Database. La trama stessa presenta alcuni bruschi salti (probabilmente a causa delle scene che sono state tagliate) e la storia, pur mostrando alcune creature tipiche del gioco (es i draghi d'oro o un beholder), non era coerente con le regole di questo, caratteristica quest'ultima che ha attirato le critiche di parte della comunità dei giocatori (tanto da portare la Wizard of the Coast ad imporre nel sequel un ferreo rispetto del regolamento per la storia e la caratterizzazione dei personaggi).
La rivista Empire ha collocato la pellicola al 39º posto nella classifica dei 50 film peggiori di sempre votati dai lettori.
Per la sua interpretazione Thora Birch ottenne una candidatura al Young Artist Awards 2001 come Supporting Young Actress.

### Incassi
Negli Stati Uniti il film, che inizialmente doveva essere il primo di una trilogia high budget, ottenne con i passaggi al cinema un incasso di 14 813 627 di dollari (che salirono a 16 milioni considerando anche il mercato canadese) contro un costo di circa 35 milioni di dollari, rimanendo per due settimane nella top 10 dei film più visti (ma raggiungendo al massimo la quinta posizione) e venendo proiettato inizialmente in 2 078 cinema. Risultati discreti nel resto del mondo portarono gli incassi dei passaggi cinematografici a circa 50 milioni di dollari, portando la produzione in attivo e fecero valutare l'ipotesi di realizzare anche un sequel.

## Sequel
Il progetto iniziale per un sequel cinematografico venne abbandonato, ma un seguito vedrà effettivamente la luce solo cinque anni dopo come film TV, dal titolo Dungeons & Dragons 2: Wrath of the Dragon God, ma avrà ben poche connessioni con la trama del primo film e solo uno degli attori in comune (Bruce Payne come Damodar). realizzato con un budget molto più basso. Vedrà la luce anche un terzo film, sempre solo per la TV, dal titolo Dungeons & Dragons 3: The Book of Vile Darkness, uscito nel 2012.